# Bagdoniškis
Bagdoniškis, Bohdaniszki, również Bogdaniszki − wieś na Litwie, w okręgu poniewieskim, w rejonie rakiszeckim, w gminie Kriaunos. W 2011 roku liczyła 63 mieszkańców.
W 1703 roku wieś od Katarzyny Ogińskiej nabył Michał Sulistrowski, stolnik oszmiański. Pod koniec XVIII wieku miejscowość przeszła w ręce Römerów, którzy wznieśli w niej dwór. We dworze urodził się w 1880 roku Michał Pius Römer – działacz polityczny i prawnik.